# Boulevard Émile Jacqmain
Boulevard Émile Jacqmain (in olandese: Émile Jacqmainlaan) è un asse stradale nel centro di Bruxelles (a nord del Pentagono), parallelo a Rue de Laeken e al Boulevard Adolphe Max. Fu creato dalla copertura della Senne e fu piuttosto chiamato Boulevard de la Senne. Deve il suo nome al politico belga Émile Jacqmain. La sua parte a nord del Boulevard Baudouin fino a Place Gaucheret fu ribattezzata Boulevard du Roi Albert II nel 1999.
Questo viale è stato anche il luogo del video del singolo Ma Philosophie della cantante francese Amel Bent, tratto dal suo album di platino certificato Un jour d'été.

## Letteratura
La poetessa e scrittrice surrealista Irène Hamoir pubblicò nel 1953 un romanzo intitolato Boulevard Jacqmain in cui i membri del gruppo surrealista belga apparivano sotto soprannomi, Nouguier per Paul Nougé, Gritto per René Magritte, Maître Bridge per Louis Scutenaire, Edouard Massens per E. L. T . Mesens, Bergère per Georgette Magritte, Marquis per Paul Magritte, Sourire per André Souris, Monsieur Marcel per Marcel Lecomte, Evrard per Geert Van Bruane, Crépue per se stessa.